# Chuanjiesaurus anaensis
Il chuanjiesauro (Chuanjiesaurus anaensis) è un dinosauro erbivoro appartenente ai sauropodi. Visse all'inizio del Giurassico medio (circa 175 milioni di anni fa) e i suoi resti fossili sono stati ritrovati in Cina. È considerato uno dei più antichi sauropodi giganti.

## Descrizione
Questo dinosauro è noto grazie all'olotipo (un esemplare quasi completo sprovvisto di cranio, comprendente numerose vertebre cervicali e caudali, costole, ossa della coda (chevron) e gran parte delle ossa delle zampe e dei cinti) e ad altri resti scoperti successivamente. Le vertebre cervicali possedevano un'articolazione cava nella parte posteriore (opistocele) mentre quelle caudali erano cave in quella anteriore (procele). Le zampe posteriori erano un po' più lunghe di quelle anteriori, mentre l'omero era molto più lungo dell'ulna. I chevron erano marcatamente biforcuti, mentre le spine neurali delle vertebre della coda erano via via più basse mano a mano che ci si avvicinava all'estremità della coda. Le dimensioni di Chuanjiesaurus erano davvero imponenti, in particolare per un sauropode del Giurassico medio; si suppone che potesse raggiungere la lunghezza di 25 metri.

## Classificazione
Descritto per la prima volta nel 2000, questo animale è stato attribuito inizialmente alla famiglia dei cetiosauridi, un gruppo eterogeneo di sauropodi primitivi che attualmente non è considerato valido a livello di classificazione. La morfologia delle ossa rinvenute fa supporre comunque che Chuanjiesaurus fosse un antico sauropode molto primitivo, sebbene di dimensioni eccezionali. È possibile che rappresentasse l'origine di una radiazione di sauropodi asiatici del Giurassico, o che rappresentasse la forma adulta di un altro sauropode del Giurassico medio cinese, Bellusaurus. Ulteriori analisi compiute su esemplari rinvenuti successivamente hanno stabilito che Chuanjiesaurus apparteneva a un gruppo di saurtopodi asiatici conosciuti come mamenchisauridi, dalla collocazione sistematica incerta.